# Thoodzata
Thoodzata is een geslacht van halfvleugeligen uit de familie schuimcicaden (Cercopidae). De wetenschappelijke naam van dit geslacht is voor het eerst geldig gepubliceerd in 1908 door Distant.

## Soorten
Het geslacht Thoodzata omvat de volgende soorten:
- Thoodzata basifusca Distant, 1909
- Thoodzata comes Jacobi, 1921
- Thoodzata princeps Distant, 1908